# 帕利昆努
帕利昆努（Pallikkunnu），是印度喀拉拉邦Kannur县的一个城镇。总人口26963人（2001年）。

## 人口
该地2001年总人口26963人，其中男性12584人，女性14379人；0—6岁人口2725人，其中男1423人，女1302人；识字率87.11%，其中男性为87.50%，女性为86.77%。